# Ibiraiaras (Rio Grande do Sul)
Ibiraiaras é um município brasileiro do estado do Rio Grande do Sul.

## Geografia
Sua localização latitudinal é de 28º22'12" - sul, uma longitude de 51º38'11" - oeste e estando a uma altitude de 776 metros.
Possui uma área de 292,160 km² e, em 2020, sua população foi estimada em 7.265 habitantes.